# Paravilla parvula
Paravilla parvula är en tvåvingeart som beskrevs av Hall 1981. Paravilla parvula ingår i släktet Paravilla och familjen svävflugor. Inga underarter finns listade i Catalogue of Life.